# Coupe d'Angleterre de football 1898-1899
Navigation
Coupe d'Angleterre 1897-1898 Coupe d'Angleterre 1899-1900
La Coupe d'Angleterre de football 1898-1899 est la 28e édition de la Coupe d'Angleterre de football. 
La finale se joue le 15 avril 1899 à Crystal Palace à Londres entre Sheffield United et Derby County. Sheffield United remporte son premier titre en battant Derby 4 à 1.

## Compétition

### Quarts de finale
Les quarts de finale ont lieu le 25 février 1899.
| Équipe 1             | Résultat | Équipe 2          |
| -------------------- | -------- | ----------------- |
| Nottingham Forest    | 0 – 1    | Sheffield United  |
| Stoke City           | 4 - 1    | Tottenham Hotspur |
| Southampton          | 1 - 2    | Derby County      |
| West Bromwich Albion | 0 - 2    | Liverpool         |

### Demi-finales
Les demi finales ont lieu le 18 mars 1899.
| Équipe 1         | Résultat | Équipe 2   |
| ---------------- | -------- | ---------- |
| Derby County     | 3 – 1    | Stoke City |
| Sheffield United | 2 - 2    | Liverpool  |

Match d'appui le 23 mars 1899.
| Équipe 1         | Résultat | Équipe 2  |
| ---------------- | -------- | --------- |
| Sheffield United | 4 - 4    | Liverpool |

Deuxième match d'appui le 30 mars 1899.
| Équipe 1         | Résultat | Équipe 2  |
| ---------------- | -------- | --------- |
| Sheffield United | 1 - 0    | Liverpool |

### Finale
| Finale de la Coupe d'Angleterre 1898-1899 | Sheffield United | 4 – 1   | Derby County | Crystal Palace à Londres |                      |
| 15 avril 1899                             |                  | (0 – 1) |              | Spectateurs : 73 833     | Spectateurs : 73 833 |